# رود سنگوئر
رود سنگوئر (اسپانیایی: senguerr‎) رودی در استان چوبوت آرژانتین است. مبدأ این رود دریاچه‌های منجمد لاپلاتا و فونتانا واقع در کوه‌های آند می‌باشد. این رود از ارتفاعات، به سمت شرق روان می‌شود و بخش جنوبی کوه‌های سان برناردو را احاطه می‌کند. سپس با جریان به سمت شمال شرق به دریاچه موسترز می‌ریزد.
در سال‌های پرباران، برخی از شاخه‌های این رود به دریاچه کولوئه هواپی (colhue huapi) می‌ریزند.

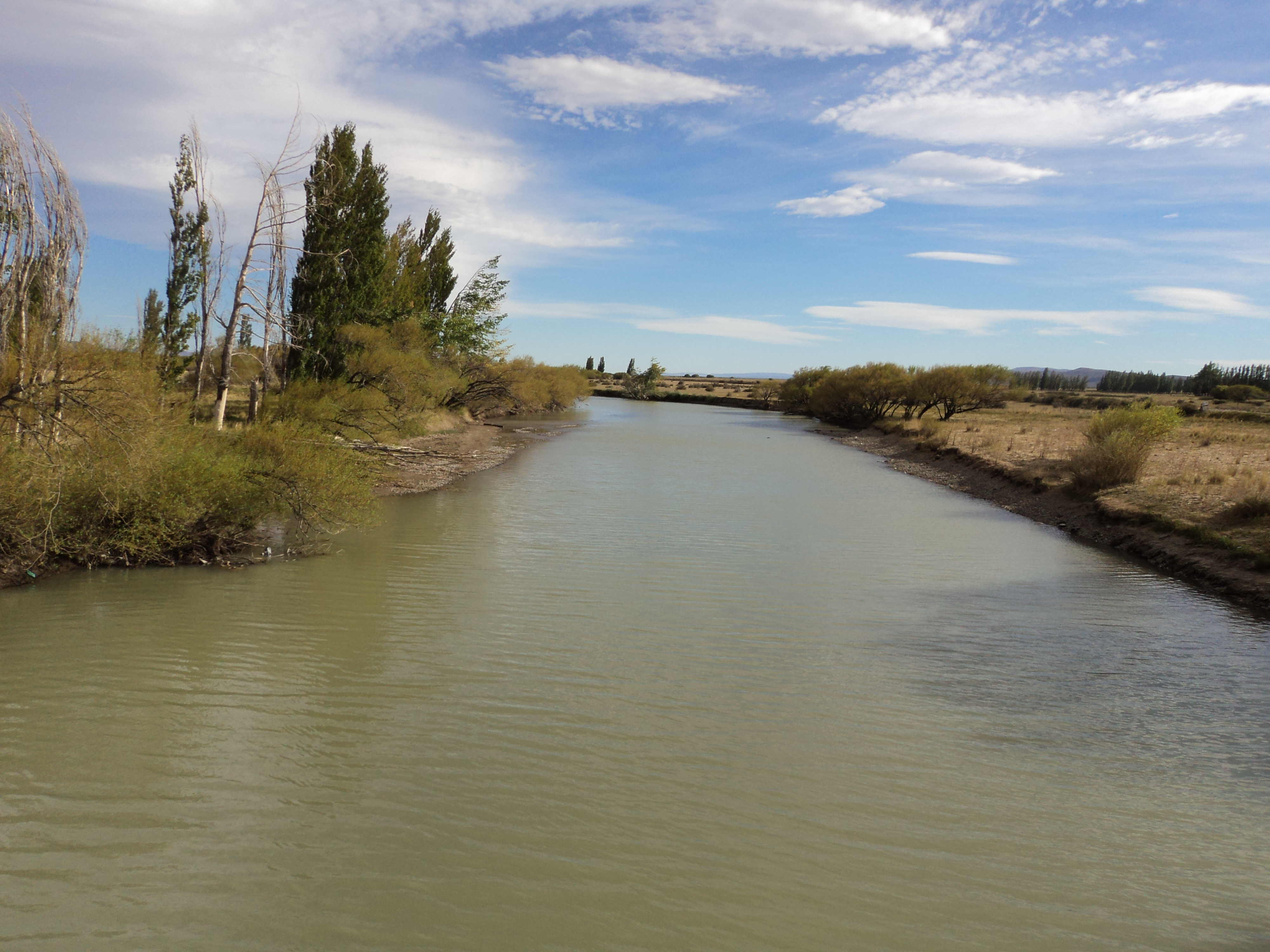